# Pieter van der Beke

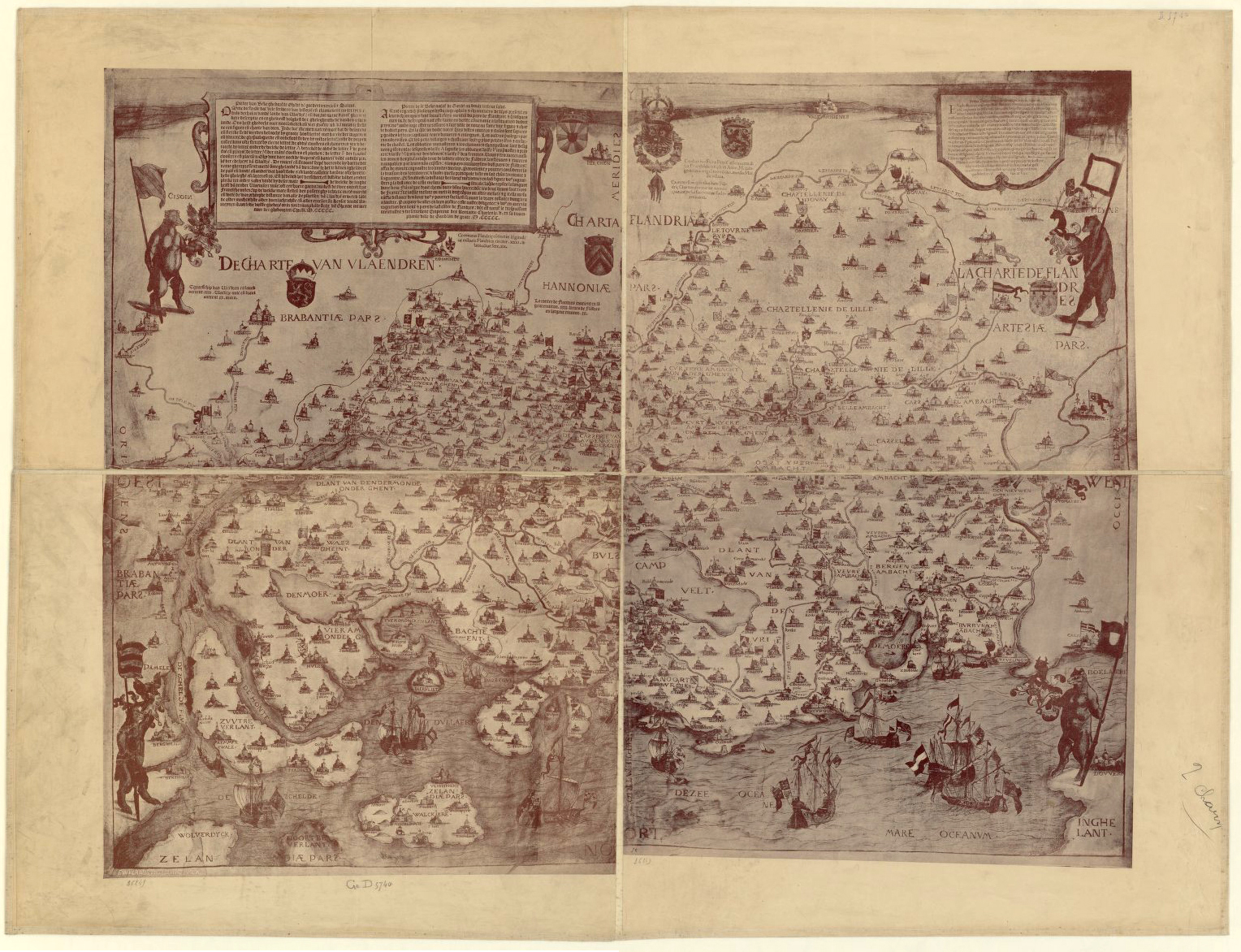
De Charte van Vlaendren

Pieter van der Beke, gelatiniseerd: Petrus Torrentius (? – 1567) was een Zuid-Nederlands cartograaf. Hij werkte in Gent in de eerste helft van de 16e eeuw. 
Op 8 mei 1538 werd te Gent bij Pieter de Keysere De Charte van Vlaendren van Van der Beke uitgegeven ("in officina Petri Caesaris"). Het is de oudste gedrukte kaart van het graafschap Vlaanderen. 
De kaart is naar het zuiden georiënteerd en heeft een schaal van 1:205.386. Het geheel werd in hout gesneden door Lucas van Quickelberghe en gedrukt op vier perkamentvellen, die samen een afmeting hebben van 989 mm x 750 mm. Het drukwerk werd met waterverf bijgekleurd.
De cartografie is gebrekkig en niet overal correct. Verder is de kaart versierd met vier beren in de hoeken en met de wapens van de vier oudste adellijke geslachten van Vlaanderen, alsmede de wapens van keizer Karel V, die zijn terug te vinden op de kaart van het graafschap Vlaanderen van Gerardus Mercator van 1540.
Het Germanisches Nationalmuseum in Neurenberg is in het bezit van het enig bekende exemplaar van De Charte van Vlaendren.
Door de drukkerij van V. van Doosselaere te Gent werd in 1897 de kaart gereproduceerd op 1 blad.
De oudste niet-gedrukte kaart die het graafschap Vlaanderen voorstelt dateert uit 1452, en werd recent ontdekt in een in het Italiaans gestelde kroniek. 
- Gemeinsame Normdatei: 1037732588
- Virtual International Authority File: 304958548
- WorldCat: E39PBJwtmgt34ymdJ9whQwc9Dq